# Jack et le Haricot magique (film, 1917)
Pour les articles homonymes, voir Jack et le Haricot magique (homonymie).
Pour plus de détails, voir Fiche technique et Distribution.
Jack et le haricot magique (titre original : Jack and the Beanstalk) est un film américain réalisé par Chester M. Franklin et Sidney Franklin, sorti en 1917.

## Synopsis
Jack, un jeune garçon, échange une vache contre une poignée d'haricots magiques. Ces derniers poussent du jour au lendemain dans une gigantesque tige de haricot qui dépasse les nuages. Jack l'escalade jusqu'à un château où vit un géant...

## Fiche technique
- Titre français : Jim Bludso
- Titre original : Jack and the Beanstalk
- Réalisation : Chester M. Franklin et Sidney Franklin
- Scénario : Chester M. Franklin, Sidney Franklin et Mary Murillo d'après le conte anglais Jack et le Haricot magique
- Pays d'origine :  États-Unis
- Format : Noir et blanc - 1,33:1 - Film muet
- Date de sortie : 1917

## Distribution
- Francis Carpenter : Francis / Jack
- Virginia Lee Corbin : Virginia / Princesse Regina
- Violet Radcliffe : Prince Rudolpho
- Carmen De Rue : Le roi de Cornouailles
- Jim G. Tarver : Le géant
- Vera Lewis : La géante
- Ralph Lewis : Le père de Francis
- Eleanor Washington : La mère de Francis